# Patrick Grimlund
Patrick Sven Grimlund, född 29 maj 1972 i Lidingö församling i Stockholms län, död 8 januari 2023 i Mariefreds distrikt, var en svensk ekonom och programledare, känd för TV-programmet Lyxfällan i TV3.

## Biografi

### Studier och yrkesliv
Patrick Grimlund avlade ekonomexamen vid Richmond University i London 1997, varefter han var verksam inom IT-branschen och riskkapitalsektorn.
Åren 2006–2007 studerade han vid Stockholms universitet. Efter magisterexamen i företagsekonomi följde 2007–2011 oavslutade doktorandstudier i företagsekonomi vid Uppsala universitet, de första ett och ett halvt åren inom internationellt företagande och från 2009 med ny inriktning mot ledarskapscoaching.
Från 2008 var Grimlund skribent i fackförbundet Civilekonomernas tidning Civilekonomen. Samma år grundade han webbplatsen Coachbranschen.se, vars aktivitet varierade. Han föreläste även vid branschkonferenser och var konsult i coaching; hans bolag Grimgold consulting AB bildades 2008. År 2010 var Grimlund medgrundare av utbildningsföretaget Coaching i näringslivet.

### TV-karriär
Åren 2010–2017 var Grimlund programledare för TV-programmet Lyxfällan tillsammans med Magnus Hedberg. Våren 2015 var han programledare för Draknästet i TV8.
År 2011 medverkade Grimlund vid Rosa Bandet-galan i Norrköping,
och 2013 var han gäst i Aftonbladets webb-TV-program Schulman show.

### Familj och frånfälle
Grimlund var från 2013 till sin död gift med mediechefen Sara Grimlund, född Goldensohn. Med henne fick han tre barn. Grimlund hade en son i ett tidigare äktenskap.
Grimlund, som var bosatt i Nykvarn, omkom i en trafikolycka utanför Mariefred år 2023. Han är begravd på Mariefreds kyrkogård.